# Elizabeth Hunter Holt
Elizabeth Hunter Holt, född 1726, död 1788, var en amerikansk tryckare och tidningsutgivare.  Hon utgav Independent New York Gazette i New York mellan 1784 och 1788 efter sin makes död och blev utnämnd till New Yorks officiella tryckare. 